# Üntschenspitze
Üntschenspitze är en bergstopp i Österrike.   Den ligger i förbundslandet Vorarlberg, i den västra delen av landet, 500 km väster om huvudstaden Wien. Toppen på Üntschenspitze är 2 135 meter över havet, eller 321 meter över den omgivande terrängen. Bredden vid basen är 3,1 km.
Terrängen runt Üntschenspitze är bergig västerut, men österut är den kuperad. Närmaste större samhälle är Mittelberg, 7,4 km öster om Üntschenspitze. 
Trakten runt Üntschenspitze består i huvudsak av gräsmarker. Runt Üntschenspitze är det ganska tätbefolkat, med 52 invånare per kvadratkilometer.